# Selen
Selen, (latinskt namn Selenium) är ett icke-metalliskt grundämne, som bland annat förekommer i jord och i viss rök och damm. Det är ett spårämne men är mycket giftigt i större mängder. Selenbrist på grund av dålig kost är ovanligt. Selen förekommer i olika former. Amorft selen är rött med en densitet av 4,26. Kristallinskt selen finns i brunsvart, röd och grå form, densitet 4,28. Metalliskt selen har densiteten 4,79.

## Historia
Jacob Berzelius undersökte hösten 1817 ett rödaktigt slam från blykamrarna i Gripsholms svavelsyrafabrik. De första resultaten tolkades som att slammet kunde innehålla tellur. Svavelråvaran var pyrit från Falu gruva som även innehöll selenhaltiga sulfosalter. Några tellurhaltiga mineral var dock inte kända från Falu gruva. Efter fortsatta grundliga undersökningar i Stockholm kunde han i början av 1818 fastslå och tillkännage att slammet inte innehöll tellur utan det var ett nytt grundämne. Eftersom tellur uppkallats efter jorden, namngavs selen efter månen (grekiska Selene, månen). för att utmärka dess släktskap med tellur. Selens fotoelektriska egenskaper upptäcktes år 1873.

## Applikationer

### Solceller
Selen användes som det fotoabsorberande skiktet i den första solcellen, vilken demonstrerades av den engelska fysikern William Grylls Adams och hans student Richard Evans Day år 1876. Endast några år senare tillverkade Charles Fritts den första tunnfilmssolcellen, även den med selen som fotoabsorberare. Med framväxten av kiselsolceller på 1950-talet minskade forskningen om tunnfilmssolceller med selen. Som ett resultat blev den verkningsgrad på 5,0 % som uppmättes av Tokio Nakada och Akio Kunioka år 1985, ett rekord för selensolceller som stod sig i mer än 30 år. År 2017 uppnådde forskare från IBM en ny högsta verkningsgrad på 6,5 % genom att omforma cellens struktur. Efter denna prestation har intresset ökat för selen som en fotoabsorberare med högt bandgap med potential att integreras i tandem med andra fotoabsorberare med lägre bandgap. År 2024 demonstrerades den första selenbaserade tandemsolcellen, med selen som översta skikt monolitiskt integrerat med ett kiselskikt. Den huvudsakliga begränsande faktorn för att ytterligare förbättra verkningsgraden är den låga spänningen vid en öppen krets, jämförd med den teoretiska Shockley–Queisser-gränsen(en). Detta kräver bättre strategier för att hantera defekter i selenskiktet. Teoretiska studier baserade på DFT-beräkningar av defekter i selen har visat att materialet är tolerant mot både intrinsiska punktdefekter och ett brett spektrum av föroreningar, vilket tyder på att gränsytor och högre-dimensionella defekter är de främsta begränsande faktorerna för enhetens prestanda. Hittills har den enda strategin som undersökts inneburit att kristallisera selen med hjälp av en laser.

## Människans selenomsättning
Selen intas med födan, där den finns i olika former. Största källorna till selen är paranötter, kött, fisk, skaldjur, inälvsmat, ägg, fågel och mjölkprodukter. Grönsakers selenhalter är beroende på var de odlats. Svenska grönsaker är jämförelsevis selenfattiga.
Oavsett form upptas selen mycket lätt av tarmen och i lungorna. Därifrån insöndras det till blodet och ingår sedan i flera molekyler som är livsnödvändiga. Överskott inom normalnivåerna lämnar kroppen via utsöndringen.

## Fysiologisk betydelse
Selen ingår i flera viktiga processer i kroppen och finns därför i alla celler. Koncentrationen är dock högre i könskörtlar och sädesceller. I kroppen ingår selen i vissa proteiner. Människan har 25 olika gener för att bilda dessa selenproteiner. I dessa proteiner ingår en särskild aminosyra, selenocystein, som är reaktiv. I proteinform ingår selen i flera katalyserande enzymer som är centrala för metabolismen.
Selenprotein är i glutationperoxidas en antioxidant likt vitamin-E men är cirka tusen gånger mer aktivt än E-vitamin. Det förhindrar effektivt oönskade jäsningsprocesser och är därför viktigt för cellernas syreförsörjning. Det katalyserar cellernas andningsprocesser, stimulerar immunförsvaret, levern och de avgiftande processerna. Det skyddar cellerna mot giftiga substanser som kvicksilver och kadmium.
Selen ingår i ett protein som omvandlar ämnesomsättningshormonerna tyroxin till trijodtyronin. Nivåerna av selen sjunker vid allvarliga kroppsskador, vilket leder till en minskad konvertering av tyroxin till trijodtyronin.

## Selenbrist
Vid brist på selen kan ett antal besvär uppstå, exempelvis lever-, hjärt- och cirkulationssjukdomar, däribland åderförkalkning och för högt blodtryck, sterilitet, impotens och ålderdomsbesvär, muskel- och ledbesvär, grå starr, hudbesvär och cancer i njurar, urinblåsa, magsäck, tarmar, lungor, hud, bukspottkörtel, lever och svalg. Möjligtvis även cystisk fibros. Euthyroid-sick syndromes.[källa behövs]
Vegetarianer, i synnerhet de som äter nordiska grönsaker, brukar rekommenderas att ta extra selentillskott.
Vid selenbrist brukar natriumselenit eller selendioxid monohydrat utskrivas, två särskilda selenföreningar.

## Överdosering
Vid för höga värden av selen påverkas mag- och tarmkanalen, och håret och naglarna växer långsammare. Erytrocytvärdet ökar, och om tillståndet är kritiskt kan förgiftning uppstå. Människor med för höga selennivåer kan lukta vitlök.

## Selenhalter
Det rekommenderade dagliga intaget för barn är 10–30 μg, för kvinnor 40 μg (gravida/ammande 55 μg), och för män 40–50 μg. Blodnivåerna av selen brukar ligga mellan 60 och 120 µg/L.
I Livsmedelsverkets senaste rikstäckande undersökning av kostvanor i den svenska befolkningen, Riksmaten - 2010-11, var det rapporterade intaget av selen per dag i genomsnitt 42 μg för kvinnor, 50 μg för män och 46 μg för hela gruppen i undersökningen.